# Landmannalaugar

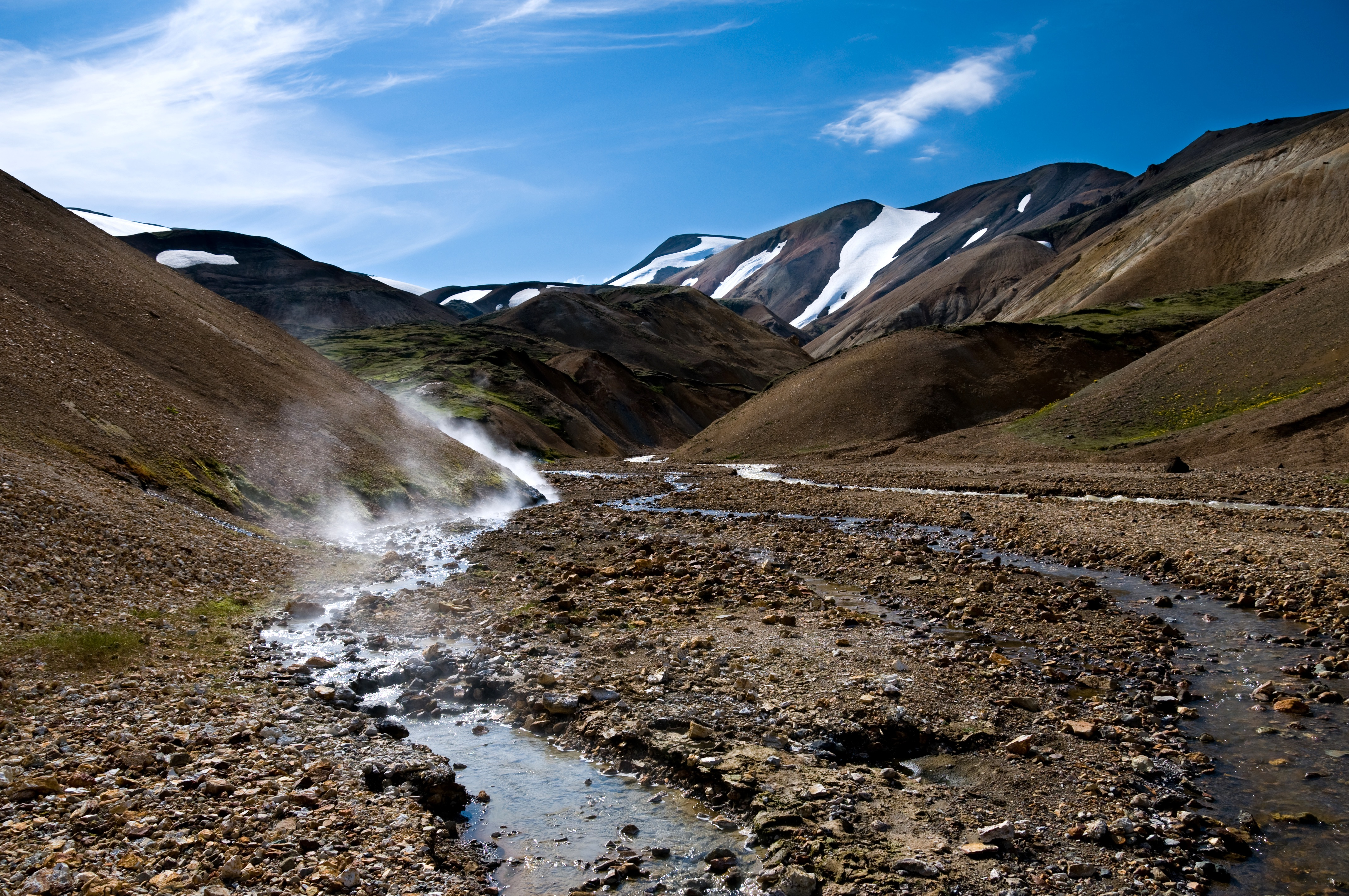
El cerro Háalda visto desde Vondugil. La foto fue tomada unos pocos kilómetros al oeste del sitio de camping en Landmannalaugar

Landmannalaugar (pronunciación en islandés: [ˈlan̥tmanːaˌløiɣar̥], 'baños de la gente') es una terma y su región aledaña ubicada al este del volcán Hekla en las Tierras Altas de Islandia, en la región de Suðurland.

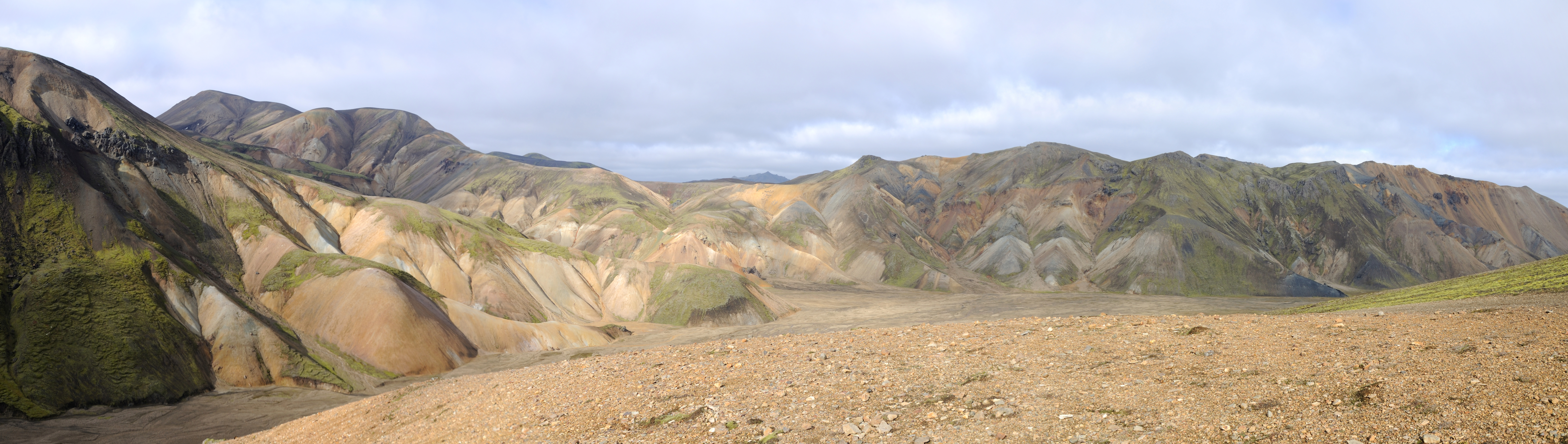
Landmannalaugar

- Wikimedia Commons alberga una categoría multimedia sobre Landmannalaugar.

- Datos: Q950447
- Multimedia: Landmannalaugar / Q950447